# Vakbekwaam Persoon
Een Vakbekwaam Persoon (VP) (Nederland) of Vakbekwame (BA5)  (België) is iemand die een elektrotechnische vooropleiding heeft gehad of aantoonbare ervaring heeft die vergelijkbaar is met een elektrotechnische opleiding. Personen met de Aanwijzing Vakbekwaam Persoon  (NL) of bekwaamheid vakbekwaam (BE) mogen ingewikkeldere werkzaamheden doen dan personen met de Aanwijzing Voldoende Onderricht Persoon (NL) of Gewaarschuwde (BE, ook gekend als BA4).

## Nederland
In Nederland stellen de NEN 3140 (laagspanning) en de NEN 3840 (hoogspanning) dat iedere werknemer een Aanwijzing moet ontvangen van de werkgever voordat hij elektrotechnische werkzaamheden mag uitvoeren. Op deze aanwijzing staat gespecificeerd welke werkzaamheden de werknemer mag uitvoeren, en of dit hoogspanning, laagspanning of beide betreft. Hierop staat gespecificeerd welke Aanwijzing de persoon krijgt.

## België
In België wordt gebruikgemaakt van de Europese norm EN 50110. Naast deze elektrotechnische norm staat ook grote stukken in het Algemeen Reglement op de Elektrische Installaties (AREI).. Hierin worden deze zelfde soorten aanwijzingen gebruikt als in Nederland, alleen er is geen aparte regelgeving voor Hoogspanning.
De bekwaamheid van Vakbekwame (men spreekt vaak over BA5) gaat over 'personen die kennis, verkregen door opleiding of (relevante) ervaring, de gevaren verbonden aan de uit te voeren werkzaamheden zelf kunnen inschatten en de maatregelen kunnen bepalen om de daaruit voortvloeiende specifieke risico’s te elimineren of tot een minimum te beperken'.

## Duitsland
In Duitsland wordt gebruikgemaakt van de Europese norm EN 50110. Naast deze elektrotechnische norm wordt ook gebruikgemaakt van de VDE normen (Verband der Elektrotechnik, Elektronik und Informationstechnik).

## Vakbekwaam Persoon
Een persoon met de Aanwijzing Vakbekwaam Persoon wordt geacht op de hoogte te zijn van alle gevaren en risico's die de werkzaamheden met zich meebrengen. Verder mag een Vakbekwaam Persoon bijna alle soorten werkzaamheden uitvoeren in de elektrotechniek. Het is aan elke werkgever om binnen de EN-501110 of de NEN 3410, NEN 3840 te bepalen wat door een Vakbekwaam Persoon uitgevoerd mag worden, en waarnaar er toezicht nodig is van een Werkverantwoordelijke.
De regelgeving voorziet wel dat een Vakbekwaam Persoon tijdens de werkzaamheden geen leidinggevende functie mag hebben en niet verantwoordelijk geacht mag worden voor de oplevering van de werkzaamheden en voor het schrijven van (veiligheids)processen.